# Henk van Rhee
Hendrik Jacob (Henk) van Rhee (2 mei 1952 – 20 februari 2015) was een Nederlandse bestuurder en journalist. Hij was tot zijn overlijden wethouder van de gemeente Stichtse Vecht. Eerder was hij onder andere directeur van de christelijke organisatie Tot Heil des Volks en directeur van het partijbureau van de ChristenUnie.

## Levensloop
Van Rhee studeerde staats- en bestuursrecht aan de Universiteit van Utrecht. Voor zijn vervangende dienstplicht - Van Rhee weigerde uit principe militaire dienst - kwam hij terecht bij de net opgerichte Evangelische Omroep. Hij bleef en was vanaf 1984 eindredacteur van het actualiteitenprogramma Tijdsein. Van Rhee verliet de EO in 1989 en was daarna zes jaar directeur Voorlichting op het ministerie van Justitie. Vanaf 1995 werkte hij acht jaar als zelfstandig adviseur en interim-manager.

### Politiek
Van Rhee trad in 2003 in dienst als directeur van het partijbureau van de ChristenUnie. De net gefuseerde partij zat op dat moment in een dip. Zij kampte met de organisatorische naweeën van de fusie en twee electorale nederlagen kort achter elkaar op landelijk niveau. Onder leiding van Van Rhee werden de partijfinanciën op orde gebracht en lanceerde de partij de Permanente Campagne. Dit was een programma waarin 36 kandidaat-Kamerleden acties ontwikkelden op basis van de missie en het partijprogramma van de ChristenUnie. Uit de campagne kwamen acties als Meer hoop zonder dope en Geef gehandicaptensport vrij spel (een rolstoelbasketbalwedstrijd tussen BN'ers en het Nederlands paralympisch team) voort.
In december 2004 werd bekend dat Van Rhee terug zou keren naar de EO als hoofdredacteur van EO-Netwerk. Dit stuitte op zoveel bezwaren bij de redactie dat de beoogd hoofdredacteur na twee dagen alweer besloot zich terug te trekken. Volgens Van Rhee viel het KRO-deel van de redactie vooral over zijn betrokkenheid als bestuurder bij Juristenvereniging Pro Vita. Deze vereniging is het niet eens met de legalisering van euthanasie en abortus. Van Rhee bleef aan als directeur bij de ChristenUnie en maakte in die hoedanigheid de verkiezingsoverwinning in november 2006 mee. De partij groeide naar het recordaantal zetels van 6 en vormde na de verkiezingen een regering met PvdA en CDA (het kabinet-Balkenende IV). De partijdirecteur maakte deel uit van het formatieteam.
Van Rhees visie op homoseksualiteit vormde voor verschillende raadsleden een obstakel hem te steunen toen hij april 2014 wethouder werd namens de ChristenUnie-SGP in de gemeente Stichtse Vecht. Ook kwam Van Rhee onder vuur te liggen, mede door toedoen van een uitzending van EenVandaag in oktober 2014. De kritiek spitste zich toe op een incident dat gebeurde bij Ruchama, een vrouwenopvanghuis onder de vlag van Tot Heil des Volks. Zijn organisatie zou een aantal vrouwen in gevaar hebben gebracht door ze midden in de nacht op straat te laten plaatsen.

### Tot Heil des Volks
Van Rhee maakte in augustus 2007 de overstap naar de christelijke organisatie Tot Heil des Volks om daar directeur te worden. Als directeur haalde Van Rhee regelmatig de media met uitgesproken standpunten. Zo was hij vrij kritisch richting zijn voormalige werkgevers de EO vanwege (vermeende) samenwerking met een – in zijn woorden – "pornoproducent" en de ChristenUnie vanwege haar standpuntbepaling ten opzichte van het (actieve) lidmaatschap van homoseksuelen. Verder wilde zijn organisatie geld ophalen voor een fonds op proefprocessen te voeren rond zaken die raken aan de vrijheid om orthodox christelijk te kunnen blijven geloven.
Tot Heil des Volks kwam in het oog van de storm terecht nadat dagblad Trouw in januari 2012 meldde dat christelijke homo's die hun geaardheid "zondig" vonden bij Stichting Different, onderdeel van Tot Heil des Volks, therapie konden krijgen die hun gevoelens moest onderdrukken geheel vergoed kregen via de zorgverzekering. Hierna stak er een wolk van verontwaardiging op onder politici en opiniemakers, hoewel de Inspectie voor de Gezondheidszorg Tot Heil des Volks twee weken later vrijpleitte en stelde dat er geen sprake was van therapieën gericht op homogenezing.

## Persoonlijk
Van Rhee woonde in Nieuwer ter Aa en was lid van de Nederlands Gereformeerde Kerk en heeft die gemeente onder meer als ouderling gediend. Zijn vrouw Lanny van Rhee-Tan (voormalig EO-presentatrice) overleed in 2008 na een ernstige ziekte op 58-jarige leeftijd. Zij hadden samen vijf kinderen.